# Setanta nigrifrons
Setanta nigrifrons är en stekelart som först beskrevs av Tohru Uchida 1926.  Setanta nigrifrons ingår i släktet Setanta och familjen brokparasitsteklar. Inga underarter finns listade i Catalogue of Life.